# 乔治·塞内斯基
乔治·劳伦斯·塞内斯基（英語：George Lawrence Senesky，1922年4月4日—2001年6月26日），美国篮球运动员和教练。他毕业于聖約瑟夫大學，作为球员的8个赛季都效力于费城勇士，退役后在1955–56到1958–59年间担任该队主教练赢得了1956年NBA总冠军。
2001年6月26日，塞内斯基因癌症逝世。